# Гвардійська сільська територіальна громада

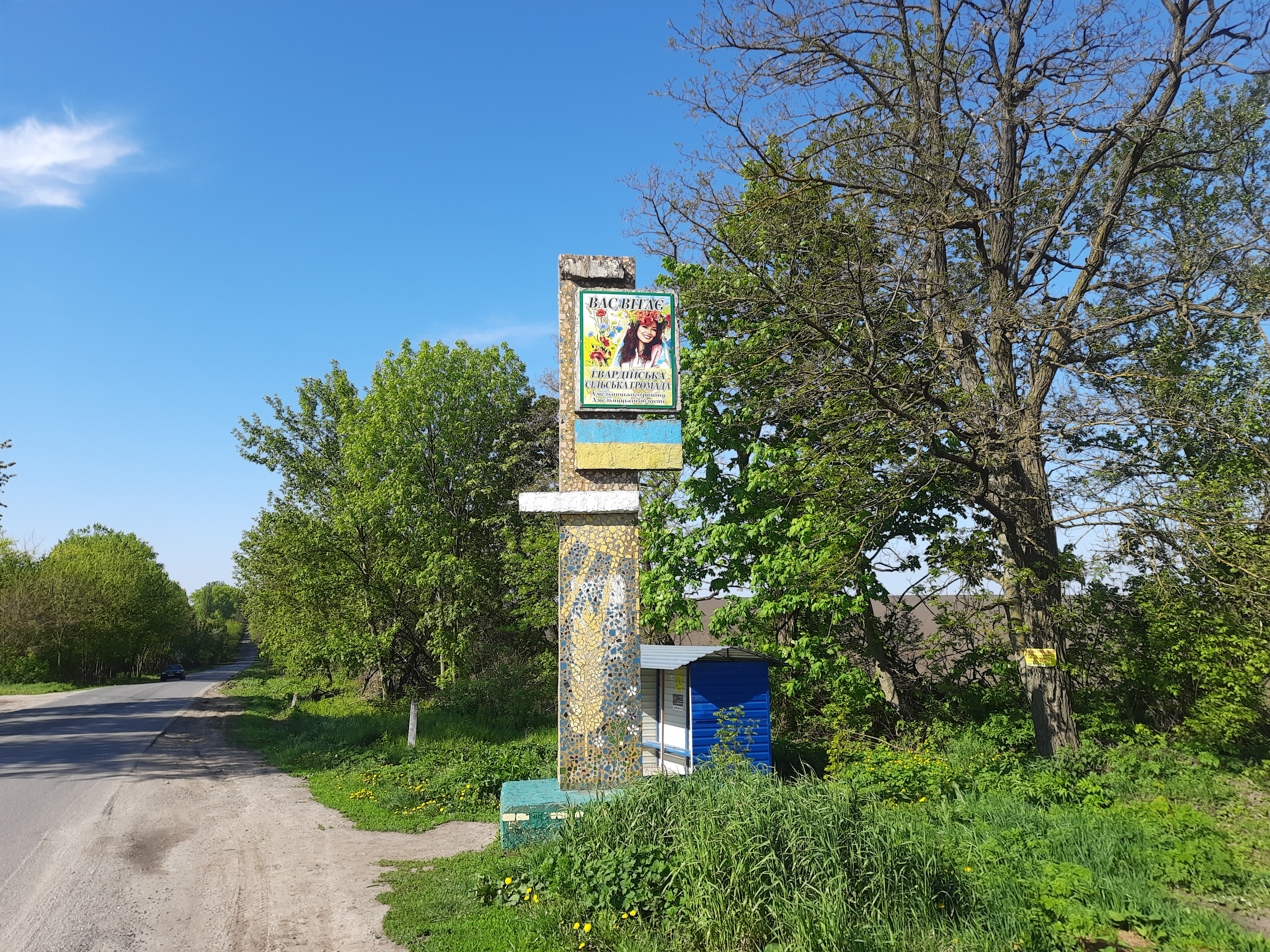
Знак при в'їзді на територію Гвардійської сільської громади

Гвардійська сільська територіальна громада — територіальна громада в Україні, у Хмельницькому районі Хмельницької області. Адміністративний центр — село Гвардійське.
Площа громади — 171,0 км², населення — 7633 особи (2019).
Утворена 13 серпня 2015 року шляхом об'єднання Гвардійської, Гелетинецької, Жучковецької, Райковецької та Чабанівської сільських рад Хмельницького району. 12 червня 2020 року в цих межах затверджена Кабінетом Міністрів України.
Громада розташована в центральній частині району. Межує на півночі з Наркевицькою і Чорноострівською, на північному сході з Хмельницькою, на сході з Розсошанською, на півдні з Ярмолинецькою і Городоцькою, на заході — з Городоцькою і Війтовецькою громадами.

## Населені пункти
До складу громади входять 11 сіл:
| Село        | Населення (2019) |
| ----------- | ---------------- |
| Гвардійське | 2276             |
| Райківці    | 1424             |
| Гелетинці   | 856              |
| Доброгорща  | 762              |
| Немичинці   | 700              |
| Жучківці    | 572              |
| Чабани      | 246              |
| Данюки      | 215              |
| Олешківці   | 213              |
| Хоминці     | 187              |
| Нафтулівка  | 182              |